# حدق ماديرا
حَدَق ماديرا  هو نوع من أنواع المغد مع فواكه معتدلة السمومة. يُعرف بالإنجليزية باسم كرز القدس. يمكن زراعة هذه النباتات المعمرة بشكل زخرفي ليكون نباتاً منزلياً، ولكن تعد من الأعشاب الضارة في بعض مناطق جنوب إفريقيا والهند وأستراليا ونيوزيلندا.

## معرض الصور

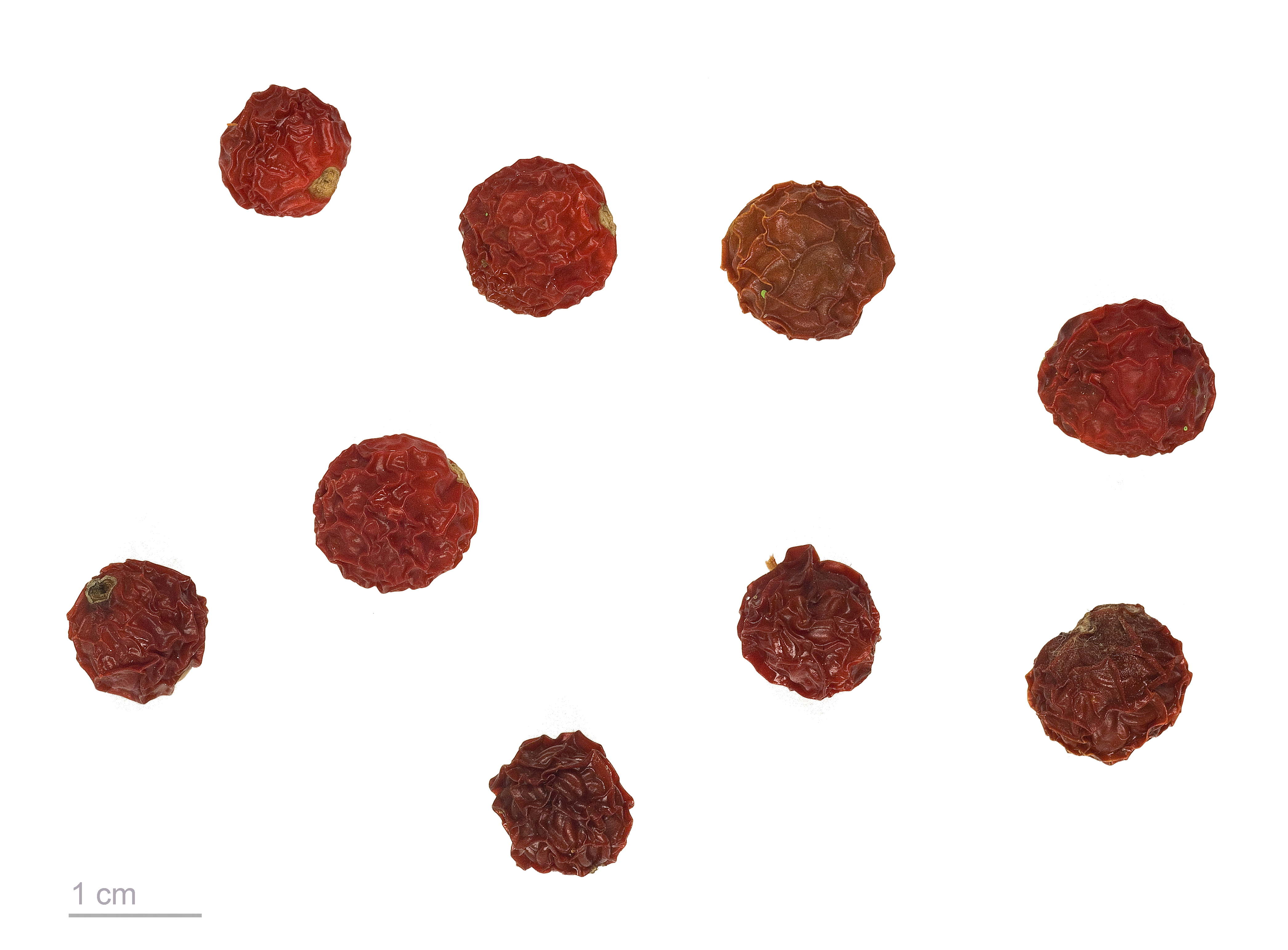
ثمار مجففة
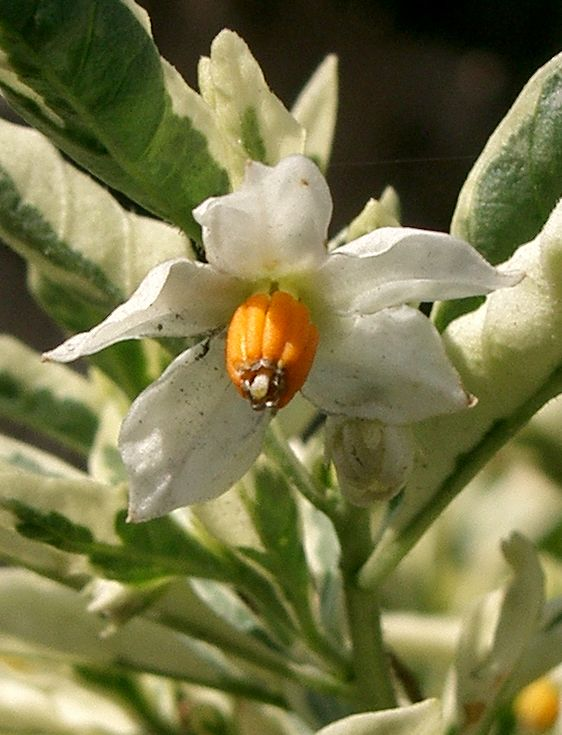
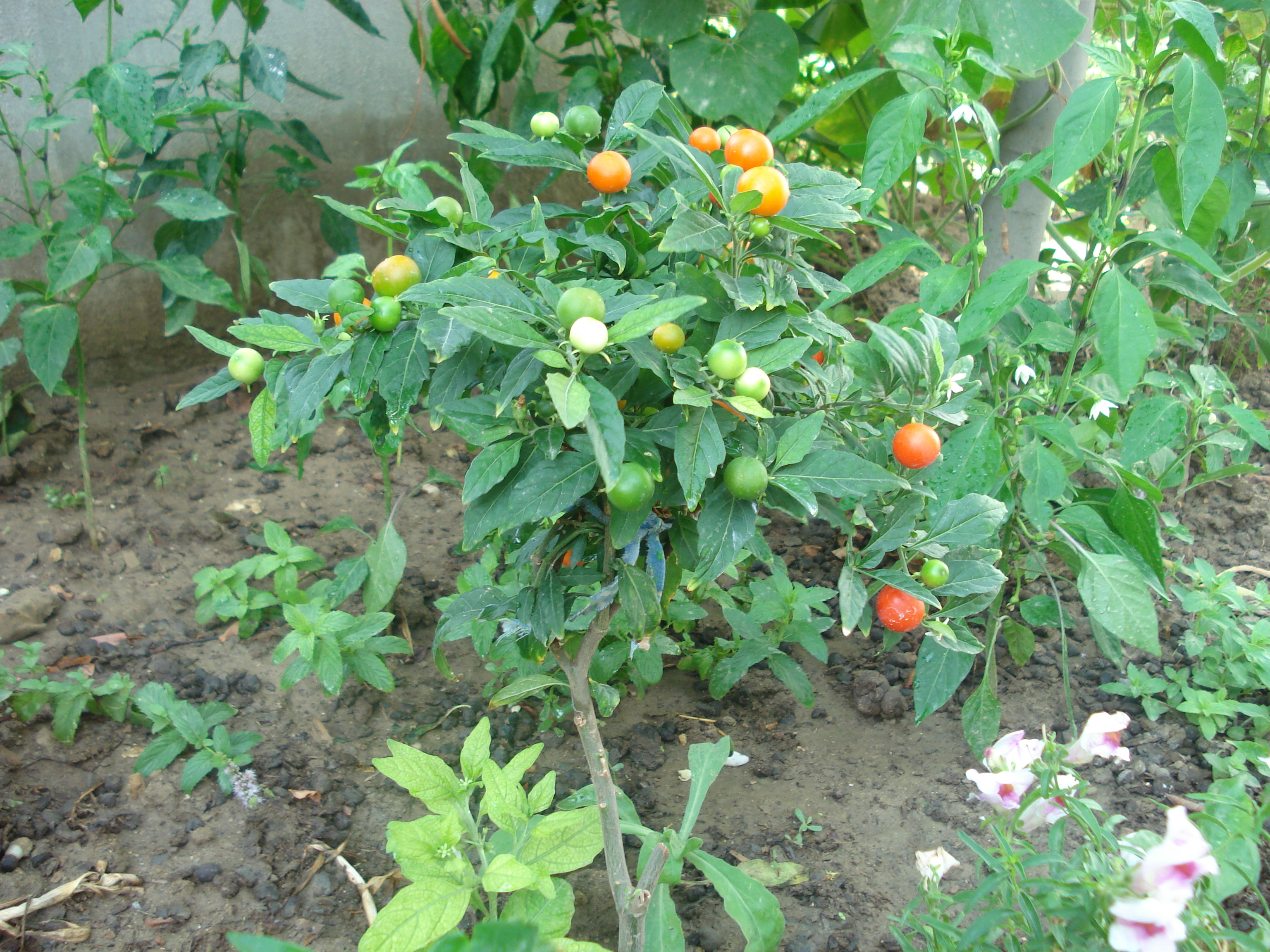
أدت موطن الأنواع المتغيرة إلى ظهور العديد من الأصناف المفترضة